# Черлёнка (Куриловичский сельсовет)
Черлёнка (бел. Чарлёнка) — деревня в Мостовском районе Гродненской области Беларуси. В составе Куриловичского сельсовета.

## География
Ближайшие населённые пункты Рыболовичи, Шестилы, Шимки, Щара и др.

### Гидрография
Недалеко река Щара.

## История
С 1905 года в Куриловичской волости Слонимского уезда Гродненской губернии.
В период Великой Отечественной войны в декабре 1942 года немецко-фашистские захватчики во время проведения карательной операции «Гамбург» погубили мирных жителей.

## Население

### Численность
- 2009 год — 5 жителей

### Динамика
- 1905 год — 74 жителей (деревня); 3 жителей (усадьба)[2]
- 1999 год — 15 жителей (перепись населения)
- 2009 год — 5 жителей (перепись населения)[2]

## Достопримечательность
- Курганный могильник, урочище Глинище —  Историко-культурная ценность Республики Беларусь, шифр 413В000386.
- Братская могила мирных жителей (1961). Установлена скульптура воина.